# グローバル・アカウンティング・アライアンス
グローバル・アカウンティング・アライアンス（Global Accounting Alliance、GAA)とは、先進国の職業会計士団体が2006年に設立した国際団体である。2015年現在11団体が加盟している。

## GAAパスポート
GAAは、加盟団体の会員サービス（会員専用サイトへのアクセス、会員価格での研修等への参加、出版物の購入等）を他国からの訪問者が相互に利用できる制度「GAAパスポート」を設けている。

## 加盟団体
- 米国公認会計士協会（英語版）（AICPA）
- アイルランド勅許会計士協会（英語版）（CAI）
- カナダ勅許職業会計士協会（英語版） (CPAC）
- 香港公認会計士協会（英語版）（HKICPA)
- オーストラリア・ニュージーランド勅許会計士協会（英語版）（CAANZ）
- イングランド・ウェールズ勅許会計士協会（英語版）（ICAEW）
- スコットランド勅許会計士協会（英語版）（ICAS）
- ドイツ経済監査士協会（英語版）（IDW）
- 日本公認会計士協会（JICPA）
- 南アフリカ勅許会計士協会（英語版）（SAICA）